# Winterborne Monkton
Winterborne Monkton est une paroisse civile et un village du Dorset, en Angleterre.